# Heoeugorna ochrovittata
Heoeugorna ochrovittata là một loài bướm đêm trong họ Noctuidae.